# Монти-Негру

Монти-Негру на карте штата.

Монти-Негру (порт. Monte Negro)  —  муниципалитет в Бразилии, входит в штат Рондония. Составная часть мезорегиона Восток штата Рондония. Входит в экономико-статистический  микрорегион Арикемис. Население составляет 14 091 человек на 2010 год. Занимает площадь 1 931,38 км². Плотность населения — 7,30 чел./км².

## Демография
Согласно сведениям, собранным в ходе переписи 2010 г. Национальным институтом географии и статистики (IBGE), население муниципалитета составляет:
| Полное население                               | Полное население                               | Полное население                               | Полное население                               | 14 091 |
| ---------------------------------------------- | ---------------------------------------------- | ---------------------------------------------- | ---------------------------------------------- | ------ |
| в том числе:                                   | Городское население                            | 7 390                                          | Процент городского населения, %                | 52,44  |
|                                                | Сельское население                             | 6 701                                          | Процент сельского населения, %                 | 47,56  |
|                                                | Мужское население                              | 7 408                                          | Процент мужского населения, %                  | 52,57  |
|                                                | Женское население                              | 6 683                                          | Процент женского населения, %                  | 47,43  |
| Плотность населения, чел/км²                   | Плотность населения, чел/км²                   | Плотность населения, чел/км²                   | Плотность населения, чел/км²                   | 7,30   |
| Население муниципалитета в % к населению штата | Население муниципалитета в % к населению штата | Население муниципалитета в % к населению штата | Население муниципалитета в % к населению штата | 0,90   |

По данным оценки 2015 года население муниципалитета составляет 15 873 жителя.

## Важнейшие населенные пункты
| № | Населённый пункт | Населённый пункт (порт.) | Категория | Население чел. (2010) | На карте                        |
| - | ---------------- | ------------------------ | --------- | --------------------- | ------------------------------- |
| 1 | Монти-Негру      | Monte Negro              | город     | 7390                  | 10°15′36″ ю. ш. 63°17′53″ з. д. |